# Phorbia bartaki
Phorbia bartaki is een vliegensoort uit de familie van de bloemvliegen (Anthomyiidae). De wetenschappelijke naam van de soort is voor het eerst geldig gepubliceerd in 1987 door Ackland & Michelsen.